# Duane Carter
 Duane Carter  és un pilot estatunidenc de curses automobilístiques nascut el 5 de maig del 1913 a Fresno, Califòrnia.
Duane Carter va córrer a la Champ Car a les temporades 1948-1955 i 1959-1960 i 1963 incloent-hi la cursa de les 500 milles d'Indianapolis d'aquests anys.
Carter va morir el 7 de maig del 1993 a Indianapolis, Indiana.

## Resultats a la Indy 500
| 1948   | 16     | 29     | 126.015 | 11     | 22     | 59   | 0 | Va perdre una roda | Wetteroth    | Offy      |
| 1949   | 17     | 5      | 128.233 | 12     | 14     | 182  | 0 | Virolla            | Stevens      | Offy      |
| 1950   | 18     | 13     | 131.666 | 12     | 12     | 133  | 0 | Bandera            | Stevens      | Offy      |
| 1951   | 27     | 4      | 133.749 | 15     | 8      | 180  | 0 | a 20 voltes        | Deidt        | Offy      |
| 1952   | 1      | 6      | 135.522 | 16     | 4      | 200  | 0 | Va acabar          | Lesovsky     | Offy      |
| 1953   | 4      | 27     | 135.267 | 31     | 24     | 94   | 0 | Encesa             | Lesovsky     | Offy      |
|        | 3*     | -      | -       | -      | 3      | 200  | 0 | Va acabar          | Kurtis Kraft | Offy      |
| 1954   | 16     | 8      | 138.238 | 20     | 15     | 196  | 0 | a 4 voltes         | Kurtis Kraft | Offy      |
|        | 34**   | -      | -       | -      | 4      | 200  | 0 | Va acabar          | Kurtis Kraft | Offy      |
| 1955   | 98     | 18     | 139.330 | 19     | 11     | 197  | 0 | a 3 voltes         | Kuzma        | Offy      |
| 1959   | 37     | 12     | 142.795 | 17     | 7      | 200  | 0 | Va acabar          | Kurtis Kraft | Offy      |
| 1960   | 17     | 27     | 142.631 | 28     | 12     | 200  | 0 | Va acabar          | Kuzma        | Offy      |
| 1963   | 83     | 15     | 148.002 | 30     | 23     | 100  | 0 | Motor              | Thompson     | Chevrolet |
| Totals | Totals | Totals | Totals  | Totals | Totals | 1741 | 0 |                    |              |           |

| Curses       | 11 |
| Poles        | 0  |
| Voltes líder | 0  |
| Victòries    | 0  |
| Top 5        | 3  |
| Top 10       | 5  |
| Retirades    | 4  |

- A les temporades 1953 i 1954 va comartir el cotxe.

## A la F1
El Gran Premi d'Indianapolis 500 va formar part del calendari del campionat del món de la Fórmula 1 entre les temporades 1950 a la 1960.
Els pilots que competien a la Indy durant aquests anys també eren comptabilitzats pel campionat de la F1.
Duane Carter va participar en 8 curses de F1, debutant al Gran Premi d'Indianapolis 500 del 1950.

### Palmarès a la F1
- Participacions: 8
- Poles: 0
- Voltes Ràpides: 0
- Victòries: 0
- Podiums: 0
- Punts vàlids per la F1: 6,5